# Општина Рибница на Похорју
Општина Рибница на Похорју (словен. Ribnica na Pohorju) је једна од општина Корушке регије у држави Словенији. Седиште општине је истоимено насеље Рибница на Похорју.

## Природне одлике
Рељеф: Општина Рибница на Похорју налази се у северном делу Словеније, у источном делу покрајине словеначке Корушке. Општина се простире на северним падинама Похорја.
Клима: У општини влада оштрија, планинска варијанта умерено континенталне климе.
Воде: На подручју општине има само мањих водотока, који су у сливу Драве. Најважнији од њих је Бурграфски поток.

## Становништво
Општина Рибница на Похорју је ретко насељена.

## Насеља општине
| - Згорња Орлица - Згорњи Јанжевски Врх - Згорњи Лехен на Похорју - Јосипдол - Рибница на Похорју - Худи Кот |

## Додатно погледати
- Рибница на Похорју